# 1920年のメジャーリーグベースボール
以下は、メジャーリーグベースボール（MLB）における1920年のできごとを記す。
1920年4月14日に開幕し10月12日に全日程を終え、ナショナルリーグはブルックリン・ロビンス（後のドジャース）が4年ぶり6度目の優勝を飾り、アメリカンリーグはクリーブランド・インディアンスがアメリカン・リーグに加盟以来初の優勝となった。
ワールドシリーズはクリーブランド・インディアンスがブルックリン・ロビンスを5勝2敗で制し初のワールドシリーズ制覇となった。
1919年のメジャーリーグベースボール - 1920年のメジャーリーグベースボール - 1921年のメジャーリーグベースボール

## できごと
ナショナル・リーグは、ブルックリン・ロビンスが投手でバーリー・グリムズ(23勝)、打撃で外野手ザック・ホィート、一塁手コネッチらが主軸となってチーム打率.277でリーグ優勝となった。一方アメリカン・リーグではクリーブランド・インディアンスが、投手でスタン・コベレスキ(24勝)とジム・バグビー(31勝)がいて、トリス・スピーカーが監督兼外野手として活躍し、リーグ優勝した。優勝した両チームとも打撃部門の個人タイトルを獲得した選手はいなかった。
そしてワールドシリーズは、スタン・コベレスキが3試合に登板し全て完投勝利で3勝を挙げロビンスにわずか2点しか与えず、また第5戦でエルマー・スミスがシリーズ初の満塁ホームランを記録して、クリーブランド・インディアンスが初制覇している。
- アメリカン・リーグの首位打者には、セントルイス・ブラウンスのジョージ・シスラーが打率.407で首位打者を初めて獲得した。またこの年シーズン安打257本でこれは当時のメジャーリーグ新記録であった。
- ベーブ・ルース は12万5000ドルという当時常識外れのトレードマネーでレッドソックスからヤンキースに移籍し、本塁打54本、打点137で本塁打王と打点王を獲得して押しも押されもせぬ大スターとなった。この年のヤンキースは結局3位に終わったが、翌年からアメリカン・リーグを3連覇し、3年目にライバルのニューヨーク・ジャイアンツを破ってワールドシリーズを初制覇して、ヤンキースの黄金時代が到来する。
- ナショナル・リーグは、セントルイス・カジナルスのロジャース・ホーンスビーが打率.370で首位打者を、打点94で打点王を獲得し、以降6年連続首位打者となり、その中には4割が3回、三冠王に2回輝くなど1920年代をベーブ・ルースと並んでメジャーリーグを代表する打者となった。
- ジョージ・シスラーとベーブ・ルースの影に隠れてしまったのがシューレス・ジョージャクソンでこの年打率.382で打点が自己最高の121を記録したがタイトルは取れなかった。彼は1910年からずっと3割を打ち、この年まで通算打率.356を記録していた。そして彼の球場での姿はこの年が最後となった。

### チャップマンの悲劇
この年8月16日、ニューヨークのポログラウンズでのヤンキース対インディアンス戦で、ヤンキースのカール・メイズ投手が投げた球がインディアンス遊撃手のレイ・チャップマンの左こめかみに当たり、チャップマンは意識不明となって病院に運ばれたが翌朝死亡した。この時点ではインディアンスが首位で1.5ゲーム差でヤンキースが2位で、首位攻防戦の大事な試合であったが、レッドソックスからトレードされてきたカール・メイズは下手投げのサブマリン投法のピッチャーであり、レイ・チャップマンは好守好走のコンスタントな3割打者でメジャーリーグ11年目の好打者であり、極端に本塁にかぶさって打つクラウチング・スタイルの打法であったことがこの悲劇の事故を生んでしまった。当時は試合に使用するボールの交換がなく、汚れたまま投手が投げていた時代で、打者にとっては試合の後半になると投手が投げるボールが見にくくなっていたことも要因の一つであった。
この事件の直後に、試合中に汚れた球は審判員の判断でいつでも交換が可能になり、目視を難しくさせるボールに細工をする行為の対策が徹底され、またまだ打者の頭部を保護するヘルメットの無い時代であったので、打者の頭部を保護する対策についての議論が始まり、第二次大戦後にヘルメットが普及するまでこの「チャップマンの悲劇」はファンの記憶に残った。
そしてこの悲劇がインディアンスの選手を結束させ、またチャップマンの後釜にマイナーリーグから昇格させたジョー・シーウェル遊撃手(後に殿堂入りする)がトリス・スピーカー監督の予想以上に活躍して、この年はクリーブランド・インディアンスの年となった。なおこの試合にはカール・メイズと同じくレッドソックスから移ってきたベーブ・ルースやレフティ・オドールも出場していた。

### トリプルヘッダー
10月2日、ピッツバーグ・パイレーツとシンシナティ・レッズの試合が20世紀唯一のトリプルヘッダー（同日3回対戦）で行われた。第1試合はレッズ 13 - 4 パイレーツ 、第2試合はレッズ 7 - 3 パイレーツ 、第3試合はパイレーツ 6 - 0 レッズで、レッズの2勝1敗であった。なおメジャーリーグでは19世紀に2度(1890年と1896年)トリプルヘッダーが行われ、1920年の試合が3度目であったが、その後はなく、現在トリプルヘッダーは労働基準法により禁じられている。

### 史上最多イニング試合
5月1日のブルックリン・ロビンスとボストン・ブレーブスの試合は延長26回まで行い、メジャーリーグ史上最多イニング試合として記録されている(試合時間はわかっておらず勝敗は引き分けとして記録された)。なお史上第2位は1984年5月8日から9日にかけてサスペンデッドゲームで翌日持越しとなったシカゴ・ホワイトソックス対ミルウオーキー・ブリュワーズ戦の延長25回(試合時間は通算8時間6分)、第3位は延長24回で1906年9月1日のブレーブス対アスレチックス戦、1945年7月21日のアスレチックス対タイガース戦であった。そして第4位は延長23回で1964年5月31日のニューヨーク・メッツ対サンフランシスコ・ジャイアンツ戦で試合時間7時間23分だったが、これはダブルヘッダー第2試合で、第1試合と合算すると9時間52分で1日の最長試合時間としてメジャーリーグ最高記録である。

### ブラックソックス事件
前年のワールドシリーズの八百長疑惑（ブラックソックス事件）が深まるなかで、シカゴ・ホワイトソックスの行く先々でファンに罵声を浴びせられるようになった。アメリカン・リーグのバン・ジョンソン会長は事態を憂慮して調査に乗り出した。一方シカゴ・ホワイトソックスのオーナーであるチャールズ・コミスキーはこれらの風評の真偽を確かめるためにクロの証拠を提示できる者に2万ドルの報奨金を与えると言明する始末であった。そうした中で、ジョンソン会長の調査から元アメリカン・リーグ投手で八百長に関係していたとみられるビル・バーンズの居所を突き止め彼の証言をシカゴのチャールズ・マクドナルド判事に提出した。ほぼ同じ頃にこの八百長疑惑の賭博に関係していた人物が内幕を暴露したインタビュー記事がフィラデルフィア・ノース・アメリカン紙に掲載され、ジョー・ジャクソン、エディ・シーコット、レフティ・ウィリアムズらホワイトソックスの8人の選手が八百長行為に加担していた事が明らかになった。9月28日にシカゴ高等裁判所はこの8人の告訴に踏み切り、アメリカの野球史上最大のスキャンダルが明るみに出た。
一方野球界の秩序を守るために1903年に設立されたナショナル・リーグとアメリカン・リーグを統括するナショナルコミッション(全国委員会)の委員長オーガスト・ハーマン(シンシナチ・レッズのオーナー)はこの年2月に辞任し、空席のままこの年のシーズンを送り、事実上ジョンソン会長の運営に任された状態であったが、このホワイトソックスの事件を法廷に持ち込んだことにアメリカン・リーグの3球団(ニューヨーク・シカゴ・ボストン)とナショナル・リーグの全8球団がジョンソン会長に反発して、11月8日に1903年の全国協定の破棄と新しいナショナルコミッションの委員長にランディス判事を就任させるよう要求した。
ケネソー・マウンテン・ランディス判事はこれより5年前に第3のリーグとして設立されたフェデラル・リーグがナショナル及びアメリカン両リーグを「シャーマン反トラスト法」(独占禁止法)違反で訴えた際に、担当判事として審理し、最後はフェデラル・リーグを両リーグに合併させることで和解に持ち込んだその手腕を球団オーナーたちは高く評価していたのである。
そしてジョンソン会長がこれを拒否すると賛成する11球団で新リーグを立ち上げ、デトロイトにもう1つの球団を創設すると言明した。これにジョンソン会長を支持していたデトロイト・タイガースが態度を変えてランディス判事の就任に賛成に回ったため、12月12日にケネソー・マウンテン・ランディス判事が任期7年で年俸5万ドルでナショナルコミッションのトップに選出された。
しかし翌年ランディスはこの就任要請にあたって条件をつけ、また夏に出された事件の判決に際して、誰もが予想していなかった判断を示した。

### 記録
- 5月14日、ウォルター・ジョンソンが史上10人目となる通算300勝を達成した。
- ワールドシリーズでインディアンスのビル・ワムズガンス二塁手が史上唯一の「無補殺三重殺」を成功させた。
- ジョージ・シスラーはシーズン最多安打257本のメジャーリーグ記録を打ち立てた。この257本のシーズン最多安打の記録はその後84年間破られず、2004年にシアトル・マリナーズのイチローがこの記録を破り262本の新記録を樹立した。イチローがシスラーの記録を破った試合では観客席にジョージ・シスラーの家族が観戦していた。

### 規則の改訂
- ボールの規格が変更された。オーストラリア製の糸でよりきつく巻かれ、反発係数の上がったボール（飛ぶボール）が採用された。(ライブボール時代)
- ボールに油や軟膏などをつけて投げる「スピットボール」が原則禁止となった。ただその影響の大きさを懸念し、1920年シーズンは各球団2人までスピットボールを投げる投手を指定することができた。
- 出荷時にボールの表面に塗られていた油脂などは、審判が試合前に取り除くことになった。
- 審判に当ったボールはインプレーとなった。
- フェンス越えの前に、ファウルゾーンを通過した場合は、フェアグラウンドのフェンスを越えてもこれまではファウルとされていた。しかしこの年から最終フェアグラウンドのフェンスを越えれば本塁打となった。
- 塁上に走者がいて打者がサヨナラホームランを打った場合に、1点勝ち越しまでの走者の得点は認めているが、勝利が決定したあとの走者の得点はこれまで勝利には必要のない得点として認められていなかった。しかしこの年から最後の打者の得点まで認められることになった。
- 怪我や事故などが起きた際、審判はいつでもプレーを停止することができるようになった。
- 雨によるゲーム終了の判断は、中断から30分経過した時点で行われることになった。
- 「 首位打者」及び「長打率」は、100試合以上に出場した選手を対象とすることになった。
- この年から「打点王」として表彰されるようになった。(1907年から打点の記録がとられて最多打点として記録されていた。その後の再調査で1876年から最多打点は記録されている)
- 三塁から二塁、二塁から一塁といった逆走の盗塁が明確に禁止された。
- 盗塁記録における、「守備的無関心」のルールが採用された。

## 最終成績

### レギュラーシーズン
| 順 | チーム                           | 勝利 | 敗戦 | 勝率 | G差  |
| -- | -------------------------------- | ---- | ---- | ---- | ---- |
| 1  | クリーブランド・インディアンス   | 98   | 56   | .636 | --   |
| 2  | シカゴ・ホワイトソックス         | 96   | 58   | .623 | 2.0  |
| 3  | ニューヨーク・ヤンキース         | 95   | 59   | .617 | 3.0  |
| 4  | セントルイス・ブラウンズ         | 76   | 77   | .497 | 21.5 |
| 5  | ボストン・レッドソックス         | 72   | 81   | .471 | 25.5 |
| 6  | ワシントン・セネタース           | 68   | 84   | .447 | 29.0 |
| 7  | デトロイト・タイガース           | 61   | 93   | .396 | 37.0 |
| 8  | フィラデルフィア・アスレチックス | 48   | 106  | .312 | 50.0 |

| 順 | チーム                       | 勝利 | 敗戦 | 勝率 | G差  |
| -- | ---------------------------- | ---- | ---- | ---- | ---- |
| 1  | ブルックリン・ロビンス       | 93   | 61   | .604 | --   |
| 2  | ニューヨーク・ジャイアンツ   | 86   | 68   | .558 | 7.0  |
| 3  | シンシナティ・レッズ         | 82   | 71   | .536 | 10.5 |
| 4  | ピッツバーグ・パイレーツ     | 79   | 75   | .513 | 14.0 |
| 5  | シカゴ・カブス               | 75   | 79   | .487 | 18.0 |
| 6  | セントルイス・カージナルス   | 75   | 79   | .487 | 18.0 |
| 7  | ボストン・ブレーブス         | 62   | 90   | .408 | 30.0 |
| 8  | フィラデルフィア・フィリーズ | 62   | 91   | .405 | 30.5 |

### ワールドシリーズ
- ロビンス 2 - 5 インディアンス

| 10/ 5 – | インディアンス | 3 | - | 1 |  | ロビンス       |
| 10/ 6 – | インディアンス | 0 | - | 3 |  | ロビンス       |
| 10/ 7 – | インディアンス | 1 | - | 2 |  | ロビンス       |
| 10/ 9 – | ロビンス       | 1 | - | 5 |  | インディアンス |
| 10/10 – | ロビンス       | 1 | - | 8 |  | インディアンス |
| 10/11 – | ロビンス       | 0 | - | 1 |  | インディアンス |
| 10/12 – | ロビンス       | 0 | - | 3 |  | インディアンス |

## 個人タイトル

### アメリカンリーグ
| 項目   | 選手                     | 記録 |
| ------ | ------------------------ | ---- |
| 打率   | ジョージ・シスラー (SLA) | .407 |
| 本塁打 | ベーブ・ルース (NYY)     | 54   |
| 打点   | ベーブ・ルース (NYY)     | 137  |
| 得点   | ベーブ・ルース (NYY)     | 158  |
| 安打   | ジョージ・シスラー (SLA) | 257  |
| 盗塁   | サム・ライス (WS1)       | 63   |

| 項目   | 選手                       | 記録 |
| ------ | -------------------------- | ---- |
| 勝利   | ジム・バグビー (CLE)       | 31   |
| 敗戦   | スコット・ペリー (PHA)     | 25   |
| 防御率 | ボブ・ショーキー (NYY)     | 2.45 |
| 奪三振 | スタン・コベレスキ (CLE)   | 133  |
| 投球回 | ジム・バグビー (CLE)       | 339⅔ |
| セーブ | ディッキー・カー (CWS)     | 5    |
| セーブ | アーバン・ショッカー (SLA) | 5    |

### ナショナルリーグ
| 項目   | 選手                           | 記録 |
| ------ | ------------------------------ | ---- |
| 打率   | ロジャース・ホーンスビー (STL) | .370 |
| 本塁打 | サイ・ウィリアムズ (PHI)       | 15   |
| 打点   | ロジャース・ホーンスビー (STL) | 94   |
| 打点   | ジョージ・ケリー (NYG)         | 94   |
| 得点   | ジョージ・バーンズ (NYG)       | 115  |
| 安打   | ロジャース・ホーンスビー (STL) | 218  |
| 盗塁   | マックス・キャリー (PIT)       | 52   |

| 項目   | 選手                         | 記録 |
| ------ | ---------------------------- | ---- |
| 勝利   | ピート・アレクサンダー (CHC) | 27   |
| 敗戦   | エッパ・リクシー (PHI)       | 22   |
| 防御率 | ピート・アレクサンダー (CHC) | 1.91 |
| 奪三振 | ピート・アレクサンダー (CHC) | 173  |
| 投球回 | ピート・アレクサンダー (CHC) | 363⅓ |
| セーブ | ビル・シャーデル (STL)       | 6    |